# Перепростина (річка)
Перепро́стина, Перепростиня — річка (гірський потік) у Дрогобицькому районі Львівської області. Ліва притока Стрию (басейн Дністра).

## Опис
Довжина річки приблизно 6 км. Висота витоку над рівнем моря — 655 м, висота гирла — 470 м, падіння річки — 185 м, похил річки — 30,84 м/км. Формується з багатьох безіменних струмків.

## Розташування
Бере початок у лісовому масиві біля вершини Турків, що на схід від смт Східниця. Тече переважно на південний захід, у тому числі через село Перепрстиня, і впадає в річку Стрий, праву притоку Дністра між річками Кривець і Щепик.
Річку перетинає автомобільна дорога Т 1421.